# Albino Pighi
Albino Pighi (Verona, 13 maggio 1903 – Verona, 15 ottobre 1971) è stato un discobolo e pesista italiano, dodici volte campione nazionale assoluto a livello individuale.

## Biografia
Dominò la scena nei lanci a livello nazionale negli anni 1930, conquistandosi la partecipazione in due edizioni dei Giochi olimpici estivi, Parigi 1924 e Amsterdam 1928.

## Palmarès
| Anno | Manifestazione  | Sede      | Evento           | Risultato | Prestazione | Note  |
| ---- | --------------- | --------- | ---------------- | --------- | ----------- | ----- |
| 1924 | Giochi olimpici | Parigi    | Lancio del disco | 27º       | 34,985 m    | [ 2 ] |
| 1924 | Giochi olimpici | Parigi    | Pentathlon       | DNF       | -           | [ 2 ] |
| 1928 | Giochi olimpici | Amsterdam | Lancio del disco | 19º       | 41,42 m     | [ 2 ] |

## Campionati nazionali
- ai Campionati italiani assoluti di atletica leggera, getto del peso (1924, 1925, 1926, 1928, 1930, 1932)[3]
- ai Campionati italiani assoluti di atletica leggera, lancio del disco (1924, 1925, 1926, 1928, 1930, 1931)[3]